# Munkás gyászinduló
A Munkás gyászinduló (oroszul: Вы жертвою пали) régi orosz forradalmi dal. A dallam szerzőjeként Alekszandr Jegorovics Varlamovot, vagy Nyikolaj Nyikolajevics Ikonnyikovot feltételezik. Az orosz szöveg különböző írásos (Arkagyij Arhangelszkij, valódi nevén Anton Alekszandrovics Amoszov verse 1878-ból) és népi előzményekből alakult ki.
Az 1920-as években Balázs Béla fordításában terjedt el (Szerettétek a népet és meghaltatok). Csehszlovákiában Orosz gyászinduló címen,  Elhulltak hősszívű áldozatok kezdetű szöveggel ismerik. A második világháború után nálunk Raics István fordításában vált ismertté.

## Kotta és dallam
A magyar szöveg Raics István szerzői jogai miatt nem közölhető.

## Eredeti szöveg
Вы жертвою пали в борьбе роковой

Любви беззаветной к народу,

Вы отдали всё, что могли, за него,

За честь его, жизнь и свободу!

Порой изнывали по тюрьмам сырым,

Свой суд беспощадный над вами

Враги-палачи уж давно изрекли,

И шли вы, гремя кандалами.

Идете, усталые, цепью гремя,

Закованы руки и ноги,

Спокойно и гордо свой взор устремя

Вперед по пустынной дороге.

Нагрелися цепи от знойных лучей

И в тело впилися змеями.

И каплет на землю горячая кровь

Из ран, растравленных цепями.

## Felvételek
- Munkás gyászinduló. YouTube (1963. november 30.)  (Hozzáférés: 2017. január 23.) (audió)
- Munkás gyászinduló. Harmónia Koncert Fuvószenekar, vezényel Farkas Antal  YouTube (1971. december 19.)  (Hozzáférés: 2017. január 23.) (audió)
- Munkás gyászinduló. Vám- és Pénzügyőrség Fúvószenekara  YouTube (1988. június 1.)  (Hozzáférés: 2017. január 23.) (audió)
- Fülbevaló - munkásgyászinduló -"похоронный марш". YouTube (2010. október 9.)  (Hozzáférés: 2017. január 23.) (audió)